# Fernando Fernández de Córdova
Pour les articles homonymes, voir Fernández de Córdova et Fernando Fernández.
Fernando Fernández de Córdova, né à Buenos Aires le 2 septembre 1809 et mort à Madrid le 30 octobre 1883, est un militaire et homme d'État espagnol, président du conseil des ministres, en pleine crise révolutionnaire, en 1854, et plus tard, ministre sous Amédée Ier.

## Biographie
Fils de militaires, il combat, avec son frère Luis au cours de la première guerre carliste, puis est nommé, en 1848, capitaine général de Catalogne.
Il était affilié au parti modéré.